# 马蒂尼莱班
马蒂尼莱班（法語：Martigny-les-Bains，法語發音：[maʁtiɲi le bɛ̃] ⓘ）是法国大東部大區孚日省的一个市镇，属于讷沙托区。

## 地理
马蒂尼莱班（48°6'22"N, 5°49'23"E）面积29.22 平方千米，位于法国大東部大區孚日省，该省份为法国东北部内陆省份，北起默兹省和默尔特-摩泽尔省，西接上马恩省，南至上索恩省和贝尔福地区省，东临上莱茵省和下莱茵省。
与马蒂尼莱班接壤的市镇（或旧市镇、城区）包括：克兰维利耶、栋布罗勒塞克、弗兰、拉马什、莫里泽库尔、索维尔、瑟罗库尔、拉瓦什雷斯和拉鲁伊、维洛特。

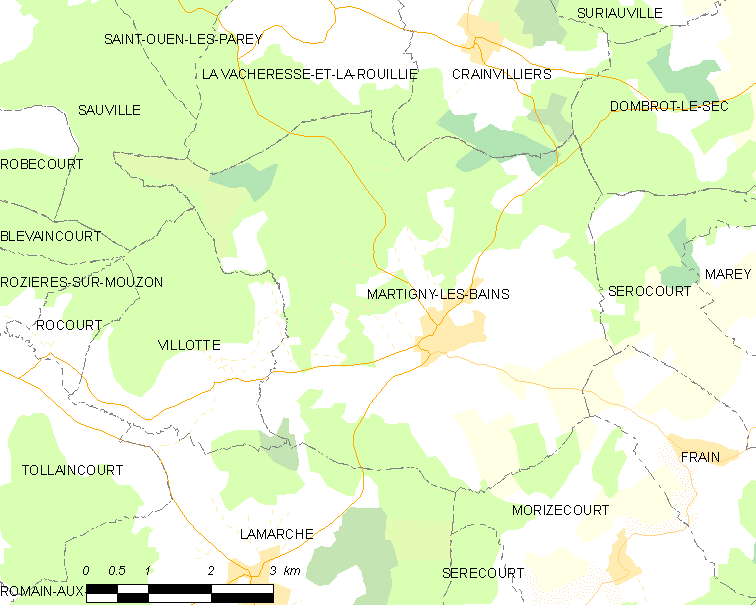
马蒂尼莱班的OSM定位图

马蒂尼莱班的时区为UTC+01:00、UTC+02:00（夏令时）。

## 行政
马蒂尼莱班的邮政编码为88320，INSEE市镇编码为88289。

## 政治
马蒂尼莱班所属的省级选区为达尔内县。

## 人口

1962-2008年间马蒂尼莱班人口变化图示

马蒂尼莱班于2022年1月1日时的人口数量为793人。